# Hetaste liggen
Hetaste liggen är en svensk porrfilm från 1983 i regi av Andrew Whyte. Filmen hade premiär den 20 april på biografen Hollywood i Stockholm.

## Handling
Marilyn förälskar sig i César som dock visar sig vara hallick. Han tar in henne i sitt stall och hon blir snart hans stora stjärna.

## Rollista
- Marilyn Lamour – Marilyn
- Gabriel Pontello – Caesar
- Solveig Viberg – Natacha
- Richard Hemming – Lucifer/Lucifers tvillingbror
- Ingrid Lindgren – Zita
- Marcel Barbey	– Dick
- Ronald Engström – excellensen
- Ingvar Lund – John
- Britt Backlund – Lola
- Pierre Dumas – Punk
- Guy Troyer – Jean
- Carl Thum – Pascal
- Karin Englund	– Liselotte
- Ulla Wilmertz	– Barbara
- G. Scott – amiralen
- A. Hansson – Diana
- Elly Beck – Claudia
- Loulou Hult – discoflickan
- Christian Mazagran – högste budgivaren på auktionen
- Marianne Aubert
- Dominique St. Clair
- Cathy Ménard
- Moanie
- Dominique Aveline
- Alban Ceray
- Piotr

### Fotnoter
1. 1 2  ”Hetaste liggen”. Svensk Filmdatabas. http://sfi.se/sv/svensk-filmdatabas/Item/?itemid=16719&type=MOVIE&iv=Basic&ref=/templates/SwedishFilmSearchResult.aspx?id%3d1225%26epslanguage%3dsv%26searchword%3dhetaste+liggen%26type%3dMovieTitle%26match%3dBegin%26page%3d1%26prom%3dFalse. Läst 16 maj 2013.